# عنقص ريشي
عنقص ريشي (الاسم العلمي: Empusa pennata) هو نوع من الحشرات يتبع جنس العنقص من الفصيلة العنقصية. تم وصف هذا النوع من الحشرات علمياً لأول مرة من قبل كارل بيتر تونبرغ (بالإنجليزية: Carl Peter Thunberg)‏ سنة 1815.

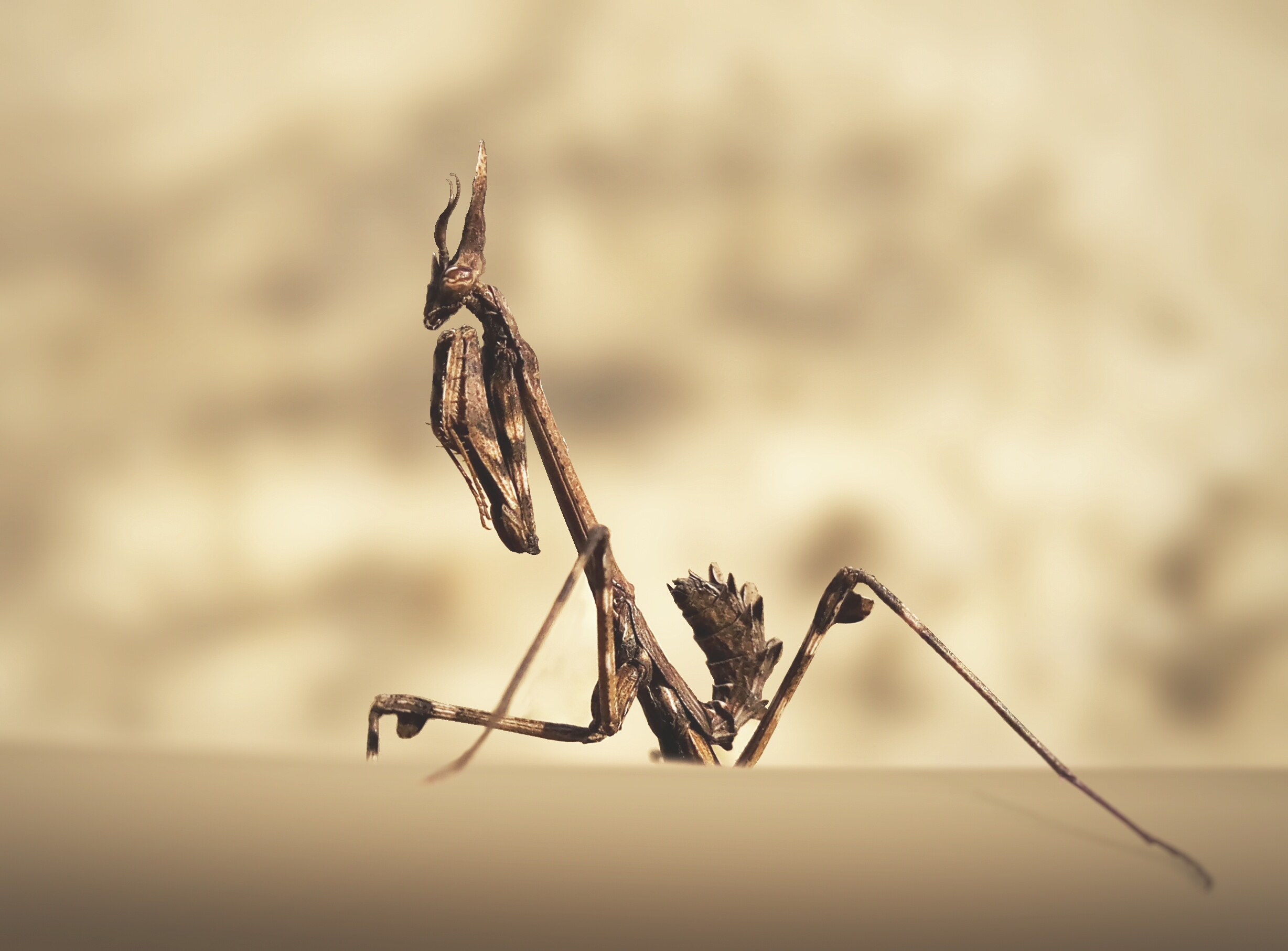
عنقص ريشي
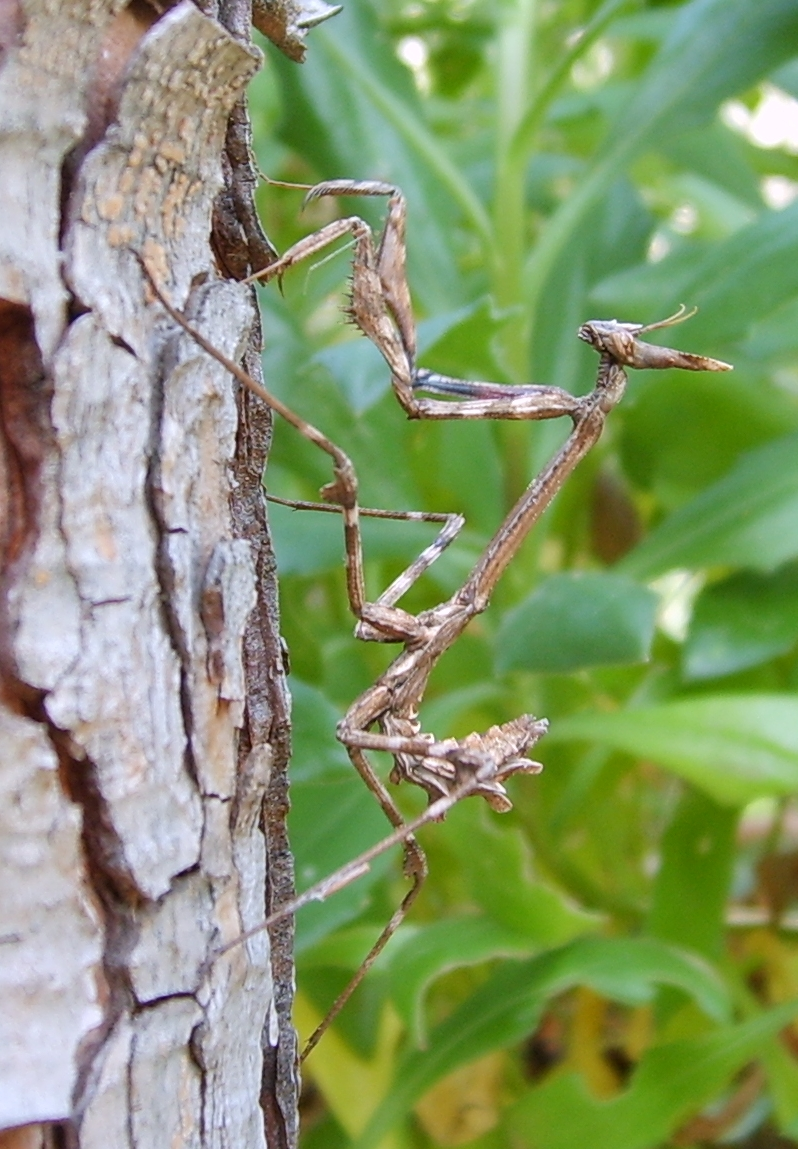
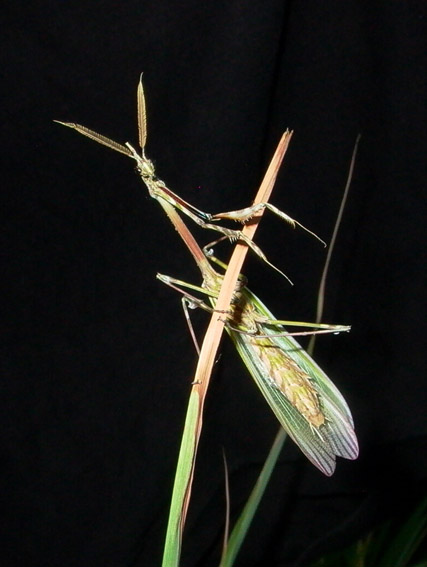
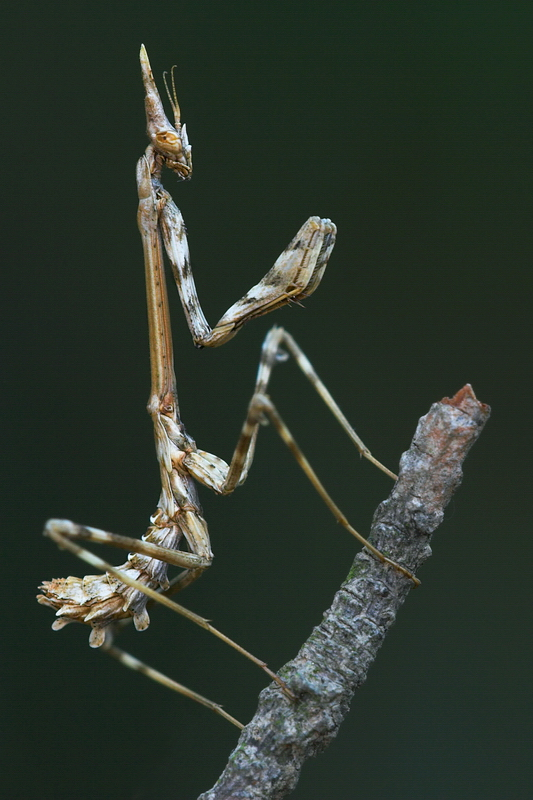
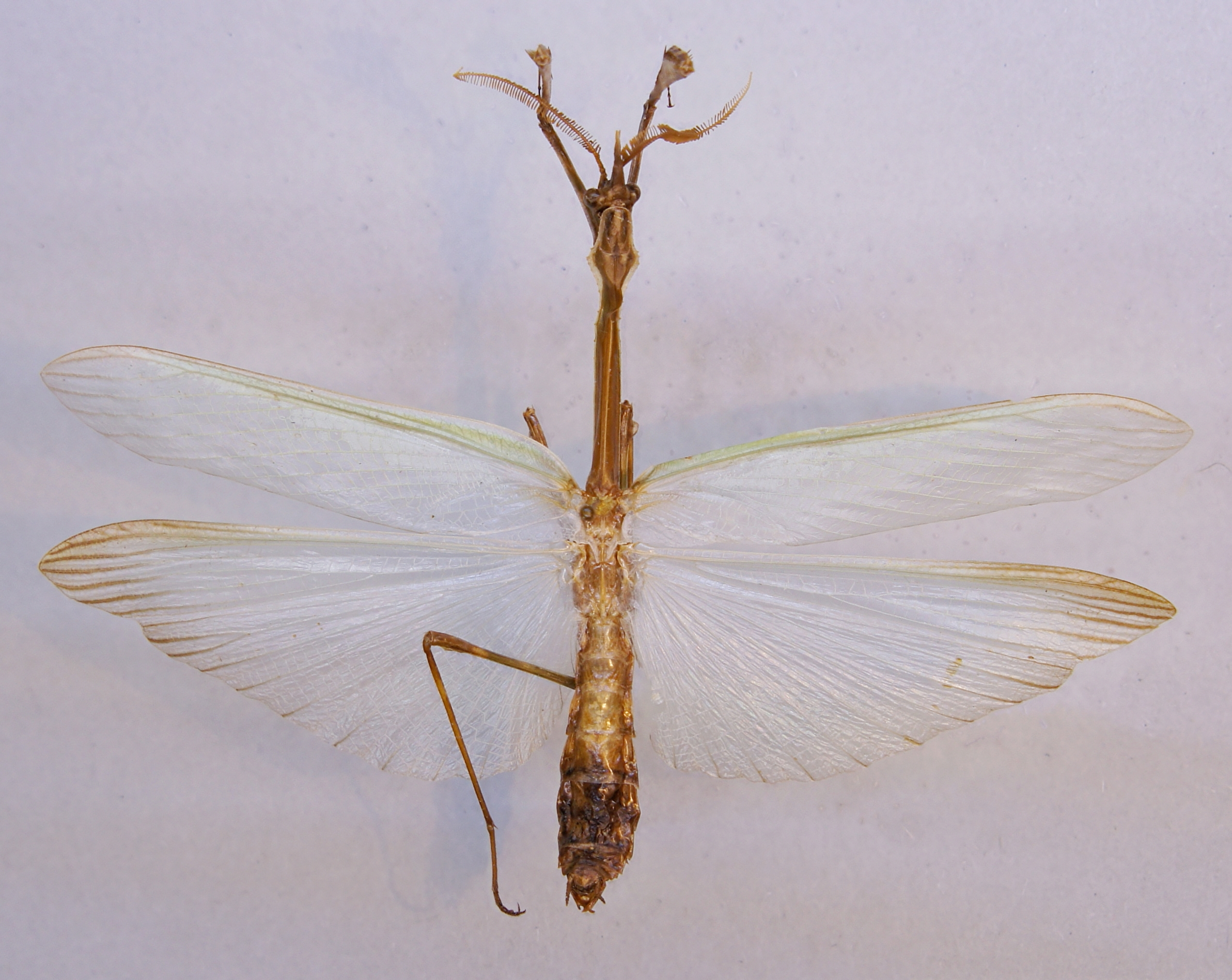